# Comunicação humana
A comunicação humana, ou antropossemiótica, é o campo dedicado a entender como os humanos se comunicam. A comunicação humana está fundamentada em intenções cooperativas e compartilhadas.
A palavra comunicação vem do latim communicare, que significa tornar comum, compartilhar, ou trocar significados, opiniões, ideias, emoções. O ato de comunicar exige que os símbolos tenham significação comum para os indivíduos envolvidos no processo: o transmissor e o receptor da mensagem. Esse compartilhamento de informações, entre o emissor e o receptor, pode ser feita de várias maneiras, através da linguagem verbal ou não verbal, desde que seja um processo completo e coerente. Uma comunicação eficaz pode promover ideias e pensamentos, esta está compreendida em quatro aspectos, sua transmissão, recepção, mensagem e meio.
Historicamente, o processo de comunicação é uma das bases que estruturam a sociedade, seja nas microrrelações ou nas macrorrelações, como no convívio social, cultural, político e econômico. Os indivíduos precisam se comunicar para se integrar, compartilhar ideias e informações, entender e serem entendidos. A interação, construída através da comunicação, sempre foi indispensável para a sobrevivência dos seres humanos e para a constituição de sociedades e culturas. A comunicação liga-nos à rede de seres humanos. A forma como nos desenvolvemos como indivíduos depende muito do grau de sucesso com que construímos essas redes.
O momento inaugural de toda comunicação social deveria ser definido como o nascimento, conforme afirma Oliveira (1995). A partir desse momento, o bebê se desenvolve e cria vínculos de linguagem com a mãe e este processo será a matriz primeira da complexa comunicação social. Para o recém-nascido não há outro objeto senão seu próprio corpo para se comunicar. É com o corpo, por meio da respiração, da temperatura, da vibração das pregas vocais que produz o choro que o bebê é capaz de transmitir suas mensagens, desejos e desacordos.
Richmond e McCroskey (2009) afirmam que "a importância da comunicação na sociedade humana tem sido reconhecida há milhares de anos, muito mais do que podemos demonstrar através da história registrada".:223 Os humanos têm habilidades de comunicação que outros animais não possuem. Ser capaz de comunicar aspectos como tempo e lugar como se fossem objetos sólidos são alguns exemplos. Diz-se que os seres humanos se comunicam para pedir ajuda, para informar os outros e compartilhar atitudes como um meio de ligação. A comunicação é uma atividade conjunta que depende em grande parte da capacidade de manter a atenção comum, de compartilhar o conhecimento de fundo relevante e a experiência conjunta, a fim de obter o conteúdo e fazer sentido nas trocas.
Outro critério adicional para se definir comunicação é o de intencionalidade. Segundo Lucia Santaellla (2001), a intenção é a atividade direcionada a um objetivo, envolvendo, portanto, a validação. O emissor tenta por meio da comunicação influenciar o receptor, se fazer ser entendido, através de uma mensagem. Sendo que, qualquer que seja a reação do receptor, ela faz parte de um universo de hipóteses das intenções do emissor. Desta forma, utilizando-se da comunicação, é possível convencer, persuadir, influenciar, despertar interesses e sentimentos, e ainda provocar expectativas.
A fonoaudiologia é a ciência que estuda a comunicação humana. O fonoaudiólogo pode trabalhar com linguagem, voz, fala, audição, alterações dos músculos e articulações da cabeça e do pescoço. O profissional desta área presta serviços de avaliação e diagnóstico, reabilitação, prevenção e promoção de saúde, através de orientações e intervenções, a fim de melhorar as estruturas e funções de comunicação falada, expressiva e escrita.